# フランカヴィッラ・フォンターナ
フランカヴィッラ・フォンターナ（イタリア語: Francavilla Fontana）は、イタリア共和国プッリャ州ブリンディジ県にある、人口約36,000人の基礎自治体（コムーネ）。

## 地理

### 位置・広がり

#### 隣接コムーネ
隣接するコムーネは以下の通り。括弧内のTAはターラント県所属を示す。
- チェーリエ・メッサーピカ
- グロッターリエ (TA)
- ラティアーノ
- マンドゥーリア (TA)
- オーリア
- サン・マルツァーノ・ディ・サン・ジュゼッペ (TA)
- サン・ミケーレ・サレンティーノ
- サーヴァ (TA)
- ヴィッラ・カステッリ

## 姉妹都市
- サン・ジョヴァンニ・アル・ナティゾーネ、イタリア